# バーチャファイター5
『バーチャファイター5』（バーチャファイターファイブ、Virtua Fighter 5）は、セガ・AM2研（後のセガ第二研究開発本部）が開発し、セガから発売された3D対戦型格闘ゲーム。2006年、最新3DCGアーケード基板LINDBERGHを使用しリリースされた。バーチャファイターシリーズの第5作である。
本項目では2021年にリメイクされたバージョン『バーチャファイター eスポーツ』（バーチャファイター イースポーツ、Virtua Fighter esports / Virtua Fighter 5: Ultimate Showdown）およびソレに連なる作品についても解説する。

## 概要

### バーチャファイター5
2006年7月、VF4で複数回のマイナーチェンジが繰り返された後の約5年振りの完全新作としてリリースされた。アーケードマシン専用の最新CGボードLINDBERGHのマシンパワーと、HDRI（High Dynamic Range Images）やセルフシャドウなどの最新CG技術を用いて、より自然でリアルな映像を生み出している。
キャラクターは新たに猴拳使いのアイリーンとルチャ・リブレ使いのエル・ブレイズが追加された。ゲーム面では軸移動システムがさらに進化し、相手の側面に回りこむ「オフェンシブムーブ」が追加、従来の避け行動は「ディフェンシブムーブ」となり、2種類の軸移動が使えるようになった。さらに、カードデータの閲覧・編集や大会運営支援などの機能を提供する「VFターミナル」、専用モニターを使用して随時対戦動画などが放送される「VF.TV」、VF.NETでの対戦動画作成サービスといったホスピタリティ面の強化も大きな特徴である。
2006年12月14日には一人用モード「ノックアウト・トライアル」を追加したVer.B、2007年7月24日には対戦バランスの調整と「ビンゴフェスタ」を追加したVer.C、2008年2月6日には「ノックアウト・トライアル2」と「公式オープンバトル」、各キャラクターの新コスチュームを追加したVer.Dへのバージョンアップがそれぞれ行われた。
また家庭用では、Ver.B準拠のPlayStation 3移植版が2007年2月8日発売、オンライン対戦対応でVer.C準拠のXbox 360版『バーチャファイター5 ライブアリーナ（Live Arena）』が2007年12月6日に発売された。
- アーケード版：2006年7月稼働開始
- PlayStation 3版：2007年2月8日発売
- Xbox 360版 バーチャファイター5 ライブアリーナ：2007年12月6日発売。（Xbox 360 プラチナコレクション:2009年1月15日発売）

### ゲームシステム
本作よりオフェンシブ・ムーブ（通称OM）という特殊行動が追加され、4で追加された避け行動はディフェンシブ・ムーブ（DM）として区別された。「攻撃的な移動」というコンセプトで「斜め前に移動する」「敵との距離で移動の角度が変わり、近いほど敵側面に移動する」等の性質を持つ。しかし常に被攻撃判定があるため扱いが難しく、ロケーションテストの段階から性能や入力に変更が加えられ、正式稼働後も幾度と無く調整を繰り返すこととなった。VF5FSにおいて最終的には「有利時に使用することで敵側面を取れる」という仕様に落ち着いたが、DMほどのインパクトはなく、対戦に新機軸を見出すには至らなかった。
また双方の投げと打撃が特定条件下で重なった場合に双方ともに不成立となる「相殺」、打撃技の空振り後等の特定条件下で入力直後に投げ技が成立する「0フレーム投げ」が存在したが、最新バージョンでは廃止されている。
なお、シリーズ通して重要な基本技でありながら「格闘技らしくない」という批判も少なからず存在した下段パンチが、本作ではキャラ固有のより戦闘的なモーションに変更されている。

### バーチャファイター5 R
鷹嵐の復活と新キャラクターの空手家ジャン紅條の追加、そして対戦バランスのみならずゲームシステム全体の大幅な変更を行い、2008年7月24日より稼動開始。VERSION Aからはビンゴフェスタが復活、新たに2部構成となり、前半の1週間は全国のプレイヤーがビンゴを揃えることでビンゴパワーを集める「ビンゴデイズ」、後半の1週間は集めたビンゴパワーに応じて様々な特典が付いた状態でプレイできる「ハッピーデイズ」が実施される。VERSION Bからは、新たな期間限定イベントとして、全国のプレイヤーが4つの軍に分かれて所属軍ごとの戦績を競い合う「四神大戦」が追加された。
- REVISION 1：2008年9月10日
- VERSION A：2008年12月16日
- VERSION A REVISION 1：2009年3月17日
- VERSION B：2009年5月21日
- VERSION B REVISION 1：2009年7月9日
- VERSION B REVISION 2：2009年9月1日
- VERSION C：2009年11月25日

### バーチャファイター5 ファイナルショーダウン
2010年7月29日より稼働を開始したVF5の最新バージョン。稼働に先駆け同年春のAOUアミューズメントエキスポで初公開され、同6月30日より都内の一部店舗でロケテストが開催されていた。通称はVF5FS。
「初心者にもわかりやすいシンプルさ」「側面攻防の奥深さ」「読み当てた時の爽快感アップ」を掲げ、ゲームシステムを一新。ガード時の複数投げ抜けに加えVF5最大の特徴だった0フレーム投げと相殺を廃止、さらに全キャラクター共通して投げコマンド方向がニュートラルと前後のみとなった。これにより、防御行動に関しては汎用性の高い「ガード投げ抜け」が主体となり初心者と中上級者の格差が縮んでいる。その一方で、0フレーム投げを多用していたプレーヤーは対戦スタイルを見直す必要性が生じた。
また初心者向けの調整として、咄嗟の回復入力が必要となる打撃技からのよろけ状態が大幅に削除されており、尻餅よろけなど初心者が対応しづらい技の多くがダウン技に変更されている。VF2からの伝統となる肘や中段キックからもよろけなくなったが、相手から後退するダッシュ中に特定の打撃がヒットすると回復困難なよろけ状態となる。
成功避けやオフェンシブムーブ後に必ず敵側面に移動できるようになり、側面攻防の機会が大幅に増えた。このため、ディフェンシブムーブは純粋な防御ではなく攻撃を意識した行動になったといえる。また全体的にコンボダメージが上昇していることに伴い、体力値が若干引き上げられている。
VF.NETの新コンテンツとして、Twitterとの連動機能も実装している（VF5 REVISION 1〜VF5 VERSION A REVISION 1）。
2012年6月6日から家庭用（PS3/Xbox 360）が、PlayStation NetworkとXbox LIVE arcadeのコンテンツにてダウンロード配信される。
ファミ通文庫刊行のライトノベル作品「龍ヶ嬢七々々の埋蔵金」のアニメ版において、ヒロインの七々々が本作をプレイするシーンが度々登場。よく似た架空のゲームではなく実際のプレイ動画をそのまま使用している。
VF.NETでの対戦動画作成サービスは2013年6月7日午前6時を以て、ネットワークサービスは2015年3月31日を以てそれぞれ終了した。
VF5FS VERSION Bは、ALL.Net非対応並びにVF.NET非連動バージョンとなり、稼働に関しても、オペレーター（店舗運営者）がオフライン用CVTキットを購入する事になる（VF5FS VERSION A REVISION 1を以って稼働を終了する場合は、基板がレンタルのためセガ・インタラクティブへ返却する）。オフライン化に伴い、「VF.TV」のコンテンツは削減され、設定機能がVF.NETからVFターミナルへ変更された他、VFターミナルからはカード再発行などの一部機能が省略され、VF5キャラクターアクセスカードに関しても、VERSION A REVISION 1まで設定されていた使用回数制限が撤廃されて使用回数無制限となったが、再発行申請は2015年2月28日をもって終了した。2015年3月1日以降にVF5キャラクターアクセスカードを紛失した場合は、新規カードを購入した上で、VF5FS VERSION Bの初期段階からプレイすることになる。
2016年12月8日発売の『龍が如く6 命の詩。』において、ミニゲームとして本作が収録されている。対人戦は可能だが、ネットワーク対戦には非対応。
- REVISION 1：2010年10月21日
- VERSION A：2011年4月21日
- VERSION A REVISION 1：2011年11月24日
- VERSION B：2015年3月25日

### バーチャファイター eスポーツ
2021年6月1日よりPlayStation 4版、同年6月2日よりアーケード版が順次配信・稼働開始。海外での名称はVirtua Fighter 5 Ultimate Showdown。PS4版はPlayStation Plus（配信期間は2021年6月1日 - 8月2日）ならびにPlayStation Now、アーケード版はALL.Net P-ras MULTI Ver.3でのリリースとなる。アーケード版は2024年4月1日にセガからセガ フェイブへ移管された。
PS4版はDLCパックが1100円（税込）で販売される他、PlayStation PlusとPlayStation Now非加入者向けには本編とDLCセットが3300円（税込）でもダウンロード販売される。
セガが2020年に発表した「バーチャファイター×eスポーツプロジェクト」の中核タイトルとして制作され、『ファイナルショーダウン』をベースにeスポーツ展開に準じた要素を追加したリメイク作品である。第二研究開発本部（SEGA-AM2）と龍が如くスタジオの共同開発でドラゴンエンジンを用いている。
アーケード版の連動サービスは『VF esports.NET』として新たに開始している。
ファイナルショーダウンからのデータ引継ぎは、2021年8月2日までに実施されたキャンペーンにおいて、セガに所定の申込書・VF5キャラクターアクセスカードを送付した場合に限り、称号と対戦戦績のみが引き継がれる。但し、設定の際に「通常の称号を「装着なし」で設定する」「引継ぎ称号を「引継ぎ称号を表示する」で設定する」「引継ぎ称号の選択にて任意の称号を選択する」の全てを満たした場合のみファイナルショーダウンのデータが反映されるが、ファイナルショーダウンとeスポーツ両方の称号を設定している場合は、eスポーツの称号が優先される。

#### バーチャファイター5  R.E.V.O.
読みは「バーチャファイターファイブ レヴォ」。『eスポーツ』バージョン2.0（ゲームデザインなど各種要素のバランス調整版。本作リリース以降に随時アップデート予定）を基に、下に記したグレードアップを施した版。2025年1月28日発売。対応プラットフォームはPC（Steam）のみ。
- 内部解像度を最大で「4K」に対応。（実際のプレイ解像度は個々ユーザーの環境次第）
- フレームレート60fpsに対応。（同上）
- 近代のネット対応格闘ゲームではデフォルトで実装されている事が多い「ロールバック」技術（ロールバックネットコード）をVFシリーズで初対応。オンライン対戦時の遅延低減に貢献する。

#### バーチャファイター5  R.E.V.O. World Stage
『R.E.V.O』のさらなるアップグレード版。対応プラットフォームにSteamに加えてPlayStation 5、Xbox_Series_X/S、Nintendo Switch 2の家庭用ゲーム機3種を追加し、それに伴いオンライン対戦もクロスプレイに対応する。また、下記追加要素も実装予定。発売予定日は2025年10月30日（Nintendo Switch 2版を除く）。Steam版『R.E.V.O』からは無料でアップデートされる。PS4版『eスポーツ』のユーザーは割引価格で購入でき、所有のDLCも引き継ぎ可能。
- ゲーム内で開催される世界各地での大会を、CPUとして登場する実在のプレイヤー達を相手に戦い抜いてゆく一人用のモード「World Stage」。
- CPU専用キャラクターだった「デュラル」のプレイアブル化。

## ストーリー
第4回世界格闘トーナメント決勝戦、死力を尽くして戦う舜帝、影丸の前に乱入するデュラル。デュラル化された母、月影を止めるため、覚悟を決め自らの手でデュラルを破壊した影丸だったが、それは量産化された内の1体に過ぎなかった。この決勝戦での事件を受け、「J6」ではさらなる量産化デュラルの強化と、それに伴う新たな実験体の確保が叫ばれるようになった。そこで標的となったのが、ベネッサ・ルイス。第4回世界格闘トーナメントに参加中のベネッサを捕え、月影と同じようにデュラル化しようとするが、直前で何者かに救出されてしまう。ベネッサのデュラル化には失敗したが、解析した彼女の戦闘データから「J6」はさらなる高性能型「V-デュラル」の開発に成功する。その後「J6」は第5回世界格闘トーナメントの開催を計画。「V-デュラル」を投入し、その性能をテストする一方で、ベネッサを救出した内通者を誘き出そうとするのだった。「J6」の野望、そして格闘家たちの様々な思いを包み込んだ世界格闘トーナメントが再び始まろうとしていた……。

## 登場キャラクター
使用可能キャラクターは、VF4の15人に2人追加して17人に、VF5Rでさらに2人追加してシリーズ最多の19人になった。
- 結城晶（ゆうき あきら）
- パイ・チェン
- ラウ・チェン
- ウルフ・ホークフィールド
- ジェフリー・マクワイルド
- 影丸（かげまる）
- サラ・ブライアント
- ジャッキー・ブライアント
- 舜帝（シュン・ディ）
- リオン・ラファール
- 梅小路葵（うめのこうじ あおい）
- 雷飛（レイ・フェイ）
- ベネッサ・ルイス
- 日守剛（ひのがみ ごう）
- ブラッド・バーンズ
- エル・ブレイズ<VF5より新登場>
- アイリーン<VF5より新登場>
- 鷹嵐（たかあらし）<VF5Rより再登場>
- ジャン紅條<VF5Rより新登場>